# Latino (palavra)
O termo latino, junto ao seu feminino latina, é um substantivo e adjetivo usado para se referir a pessoas com laços étnico-culturais da América Latina ou Europa latina. Em casos raros, ele também é usado para se referir aos Filipinos, que compartilham muitas características culturais latino-americanas.
É comum ser usado como descritor de ancestralidade latino-americana. Certas vezes, latino-europeus, como italianos e portugueses, são excluídos do etnônimo latino nos Estados Unidos. Por vezes, alguém que não nasceu e nunca viveu em um país latino, mas tem ancestralidade latina, mesmo sem falar alguma língua iberófona ou românica, pode ser considerado latino na América do Norte. Mesmo assim, há resistência de grupos estadunidenses latinos e hispânicos, dentre outros grupos latino-americanos, com esse uso do demônimo.

## Origem
O termo Latino (com a letra l maiúscula), quando usado em inglês, é uma palavra emprestada do espanhol americano (Dicionários de Oxford atribuem a origem a língua espanhola das Américas). Sua origem é geralmente dada como um encurtamento do latino-americano. O dicionário inglês de Oxford traça vestígios de seu uso em 1946.
O termo América Latina foi criado por sul-americanos na França, em meados do século XIX, e adaptado pelo francês como Amérique latine, durante o tempo da intervenção francesa no México na década de 1860.